# Selbstfindung

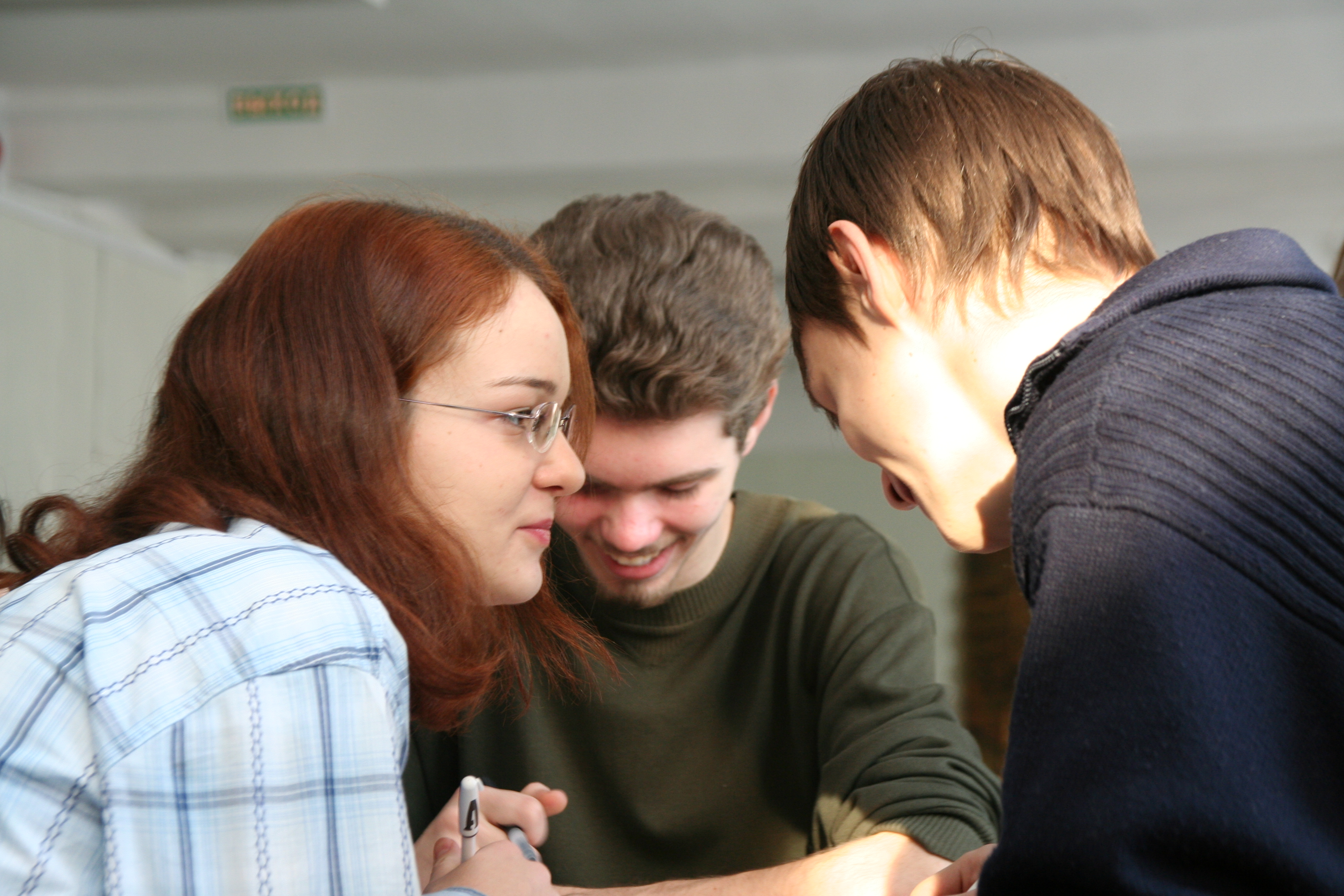
Junge Erwachsene (2007)

Selbstfindung ist ein Begriff aus der Entwicklungspsychologie. 
Er beschreibt einen in der Pubertät beginnenden Prozess, durch den ein Mensch versucht, sich in seinen Eigenheiten und Zielen zu definieren. Dies geschieht vor allem durch den Prozess des Othering (etwa „Fremd-Machung“), indem die Person (mehr oder weniger bewusst) ihren Platz in der Gesellschaft festlegt. Diese Norm bestimmt, welche Gruppen als anders oder fremd wahrgenommen werden. Je nach sozialem Umfeld (Werte, Weltanschauungen, Erziehung u. a.) und Dialogbereitschaft mit „den Anderen“ kann die Abgrenzung zu Distinktion, Stereotypisierung, Selbstkonstruktion oder Identifikation führen.

## Beschreibung
Die Selbstfindung erfolgt auf verschiedenen Ebenen: materiell, sozial und geistig. Sie läuft in mehreren Phasen ab, die meist durch den zunehmenden Grad an Selbstreflexion unterschieden werden.
Typische Fragen sind: „Wer bin ich?“, „Wer möchte ich sein?“, „Wie sehen mich andere?“
Beeinflusst wird die Selbstfindung zum einen durch die bisherige Sozialisation, zum anderen durch Vorbilder und Peergroups.
Sie kann durch emotionale Belastungen und Krisen gekennzeichnet sein, insbesondere wenn die angestrebte soziale Rolle nicht erreichbar ist. Hier kann die Analyse der eigenen Motivationsstruktur nützlich sein.
Ergebnis eines Selbstfindungsprozesses ist ein persönliches Wertesystem und eine mehr oder weniger detaillierte Zukunftsplanung. Angestrebtes Ziel ist oft die Selbstverwirklichung.
Selbstfindung im Sinne der Selbsterkenntnis ist ein bedeutender Faktor im Prozess der Selbstreflexion, die sich über den gesamten Lebensbogen zieht. Dabei können bestimmte Erfahrungen von besonderer Erlebnisqualität eine prägende und hilfreiche Rolle spielen.